# 北京隐子草
北京隐子草（学名：Cleistogenes hancei）为禾本科隐子草属下的一个种。